# Litsea palustris
Litsea palustris är en lagerväxtart som beskrevs av André Joseph Guillaume Henri Kostermans. Litsea palustris ingår i släktet Litsea och familjen lagerväxter. Inga underarter finns listade i Catalogue of Life.